# 谢丽尔·斯坎伦
谢丽尔·斯坎伦（英語：Sheryl Scanlan，1977年9月8日—），新西兰女子篮网球运动员。她曾代表新西兰国家队参加1998年、2002年和2006年英联邦运动会篮网球比赛，获得一枚金牌和一枚银牌。